# Hoya loheri

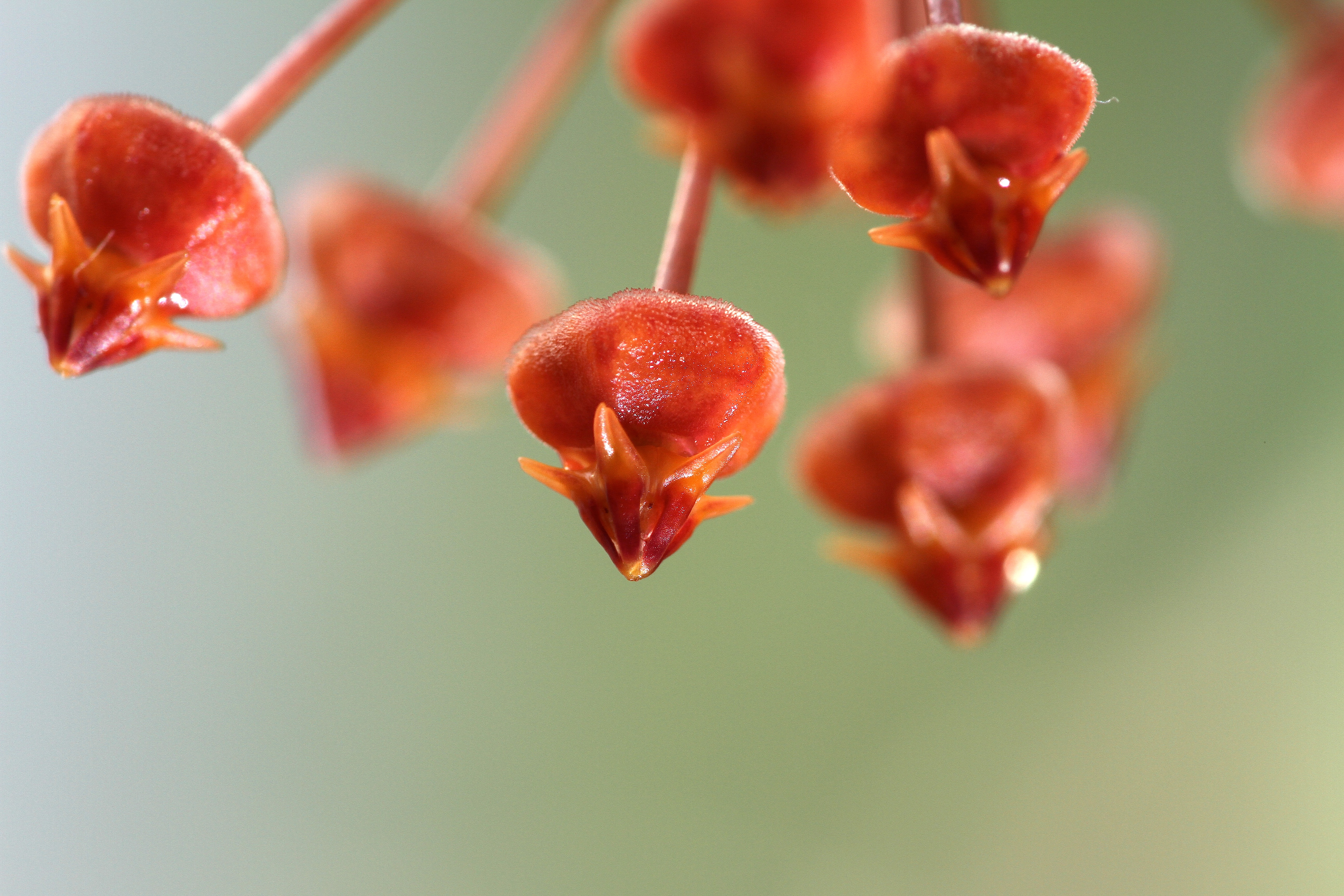
Detail, Einzelblüte

Hoya loheri ist eine Pflanzenart der Gattung der Wachsblumen (Hoya) aus der Unterfamilie der Seidenpflanzengewächse (Asclepiadoideae). Der Artname loheri ehrt den Pflanzensammler und Botaniker August Loher (1874–1930) (bot. Kürzel: Loher).

## Merkmale

### Vegetative Merkmale
Hoya loheri hat kahle, windende und meist hängende, sich stark verzweigende Sprossachsen. Der Durchmesser der mehr oder weniger runden, rostroten Sprossachsen beträgt etwa 1 mm. Die dicht stehenden, und steifen Blattspreiten sitzen auf kurzen, bis etwa 1 mm dicken Blattstielen. Die Blattspreiten sind 4 bis 5 cm lang und etwa 2 cm breit. Die Ränder sind immer stark nach außen gebogen, meist sind sie zu einer Röhre zusammengerollt; die Unterseite bildet die Innenseite der Röhre. Die Blattspreiten stehen meist aufrecht. Die Oberseite und Unterseite ist hellgrün, die Unterseite ist geringfügig heller und hat zusätzlich rote Flecke.

### Generative Merkmale
Der Blütenstand ist 10- bis 20-blütig. Es können viele Blütenstände gleichzeitig gebildet werden. Er ist kugelig, die Blüten stehen sehr locker. Die Stiele der Blütenstände und auch die bis 10 cm langen Blütenstiele sind rostbraun gefärbt. Die orangerote oder braunrote Blütenkrone ist vergleichsweise klein und hat einen Durchmesser von etwa 5 mm. Die Kronblattzipfel sind nach außen umgeschlagen. Sie sind innen flaumig behaart (nur die Innenseite ist zu sehen). Die sternförmige Nebenkrone ist gelb und rot gefärbt. Die ledrigen Nebenkronenzipfel besitzen eine glatte glänzende Oberfläche, sind gestreckt und entlang der Längsachse eingerollt. Die Blüten produzieren viel Nektar. Der Duft wird als süß beschrieben.

## Geographische Verbreitung und Habitat
Hoya loheri Kloppenb. wurde bisher nur am Mt Paningtingan, Montalban, Provinz Rizal und der benachbarten Provinz Quezon auf der philippinischen Insel Luzon gefunden.

## Taxonomie und Nomenklatur
Dale Kloppenburg untersuchte zuerst ein Herbarexemplar im Herbarium der University of California in Berkeley, das August Loher am 15. März 1915 in Paningtingan, Provinz Rizal, auf der Insel Luzon, Philippinen gesammelt hatte. Nur kurze Zeit nach der ersten Beschreibung erhielt Dale Kloppenburg Stecklinge von Dexter Heuschkel (Manila).
Hoya loheri wie auch die nahe verwandte Hoya rizaliana Kloppenb. werden der Sektion Acanthostemma (Blume) Kloppenburg zugeordnet.
Die für botanische Artnamen auf den ersten Blick ungewöhnliche Schreibweise mit nur einem i am Ende des wissenschaftlichen Artnamens ist korrekt. Der Internationale Code der botanischen Nomenklatur sieht vor, dass der wissenschaftliche Artname einer Pflanze, die nach einer männlichen Person benannt wird und deren Nachname auf -er endet, durch Anhängen von nur einem i gebildet wird.

## Systematik
Man kann zwei Unterarten unterscheiden:
- Hoya loheri subsp. loheri: Sie kommt auf den Philippinen vor.[2]
- Hoya loheri subsp. tanawanensis Kloppenb. & G.Mend.: Sie kommt ebenfalls auf den Philippinen vor.[2]

## Kultur
Hoya loheri ist vergleichsweise eine einfach zu kultivierende Art. Stecklinge bilden bei Temperaturen von 20 bis 25 °C rasch Wurzeln. Die Art benötigt viel Wasser, eine hohe Luftfeuchtigkeit und einen sonnigen Platz. Das Substrat sollte gut durchlässig sein und gelegentlich auch völlig austrocknen.

## Belege